# 美容皮膚科
美容皮膚科（びようひふか）とは、皮膚に疾患がある場合だけではなく美容を目的とした皮膚科の診療分野。光老化現象に対する治療を支柱としたアンチエイジング（抗老化医学）療法を行うことで近年注目されている。その理論的支柱は光老化、紫外線皮膚障害に対するサンスクリーンにある。2008年より自由標榜科された。
根拠に基づく医療を中心に皮膚の生理的構造やメカニズムを研究し、その成果を臨床治療に応用する既存の臨床皮膚科学と、ビジネスとしての美容分野（例えば医薬品としての機能を有する化粧品の開発、レーザー機器や、新たな治療薬の開発など）が融合し、「根拠のある美容治療」を目指す為に積極的に日本皮膚科学会内部の研究会がガイドライン作成などで後援して派生した。これらの背景には近年多くの需要を占めるようになった美容への、若手を中心とした皮膚科医の関心の増加があり、時代を反映した結果ともいえる。
シミやシワ、毛穴の開きなど皮膚の老化を改善する治療を行うほか、スキンケアの指導なども行う。肌トラブルや肌のコンプレックスなどの皮膚のメカニズム的な機能改善を中心に診療への取り組みが行われるため、上述の疾患以外にも苔癬や皮膚炎など保険治療適応疾患に対しての非保険適応治療も自由診療にて随時行う。

## 学会
1987年から研究会として活動を発足させ、2002年より現存する日本美容皮膚科学会としての形式で活動を開始されている。会員数は2008年現在で約1600名。2008年より、日本皮膚科学会美容皮膚科・レーザー指導専門医の認定医制度を開始したが、受験資格として皮膚科専門医を有しなければならず、段階的な受験が必要とされている。これはあくまでも皮膚科医として幅広い皮膚の生理的構造やメカニズム、皮膚疾患に対する幅広い知識を基盤として美容治療に取り組む事を理念として定めている事を踏襲している結果であり、且つ学会が皮膚科学会役員を中心に派生し、皮膚科の一分野としての位置づけがなされているためである。
　

## 今後の展望
活動目標としては根拠に基づく医療に基づく皮膚科学を矜持しつつ、美容をめぐる社会的問題、審美観に積極的に参加活動する事を最大の目標としてあげている。この背景としては上述の如くビジネスとしての医療が展開されがちな美容外科領域において、その様な状況を危惧していた皮膚科医がしわやしみの発症メカニズムの解明に伴い積極的に研究分野としての皮膚科学を導入しようとした事に由来する。その結果、これまでは診療領域外として門前払いしていたしみしわ治療に対する新しい審美観を皮膚科医に定着させる事になる。しかしながらここで煩雑する美容分野への取り組み方という問題も生じてきている。皮膚科としての基礎知識を基盤にと謳う中でも比較的新しい分野のためか、皮膚とは発生学的にも由来の異なる脂肪組織や、歯まで治療範囲に含めている文献も存在する。これは自由標榜科としての宿命、ビジネスとしての一面を色濃く持つ美容の宿命ではあるが、既に審美性に治療目的をおく、その他の標榜科である形成外科や美容外科と診察領域が多く重複する傾向になった。そのため新たな共存スタイル、ないしは独自の治療領域へのスタンスが、今後の発展において求められる事になる。

## 主な診療内容
- ボトックス注射
- ヒアルロン酸注射
- ケミカルピーリング（美容皮膚科学会としてガイドラインを作成している）
- レーザー脱毛
- レーザー療法
- ニキビ治療
- スキンケア